# 親王任國
親王任國（日语：／）是親王擔任令制國常陸國、上總國、上野國國守的制度。親王擔任的守稱為太守。
根據《類聚三代格》，此制度是在天長3年9月6日（826年10月10日）由清原夏野奏上而確定的。

## 概要
桓武天皇、平城天皇及嵯峨天皇遺留下眾多的皇子皇女，到天長3年当時、多数親王家維持財源的親王之職務開始短缺。清原夏野便提出了對当時親王兼任八省卿的慣例提出了質疑， 爲了解決這個問題，他提出了親王任國的制度。 淳和天皇時開始部份實施，到平安時代此制度便逐漸固定下來了。
親王任國所到之國為常陸國、上總國、上野國三個大國。 三國的國司筆頭官也由親王補任，親王們自身稱為「太守」。親王太守的官位比其他普通國守高，通常是從五位上到從六位下的國守在有親王任國的情況下為正四位下。
天長3年（826年）最早的三位太守到任，分別是桓武天皇的三位皇子：賀陽親王（常陸太守）、仲野親王（上總太守）、 葛井親王（上野太守）。
親王太守實際並不赴任，是一種遙任。這些國的實務最高位官是“國介”。平安中期出現受領國司，親王們的地位開始與他國國守同列。承平天慶之亂時常陸和上總的國司稱為「常陸介」和「上總介」。後醍醐天皇建武新政時期，陸奥國也加入親王任國的名單。義良親王稱為陸奥太守。
織田信長曾自稱「上總介」，而後來松平忠輝也擔任過「上總介」之職。本多正純、吉良義央、小栗忠順等人也有擔任「上野介」，從此太守由親王擔任的條例便被廢除。